# Roda do tempo
A roda do tempo ou roda da história é um conceito encontrado em várias tradições e filosofias religiosas, notadamente religiões de origem indiana, como hinduísmo, sikhismo e budismo, que consideram o tempo cíclico e consiste em repetir eras. Muitas outras culturas crêem em um conceito semelhante: notavelmente os índios Q'ero no Peru, assim como os índios Hopi do Arizona. A noção de eterno retorno também se associa a essa imagem. 

## Budismo
A Roda do Tempo no budismo tibetano é conhecida como Kalachakra, uma divindade tântrica associada ao budismo tântrico, que lá abrange todas as quatro principais escolas de Sakya, Nyingma, Kagyu e Gelug, e é especialmente importante dentro da tradição Jonang menos conhecida.   

## Roma antiga
O filósofo e imperador Marco Aurélio via o tempo como estendendo-se para adiante no infinito e retrocedendo de volta ao infinito, enquanto admitia a possibilidade (sem argumentar a questão) de que "a administração do universo está organizada em uma sucessão de períodos finitos".

## Uso moderno

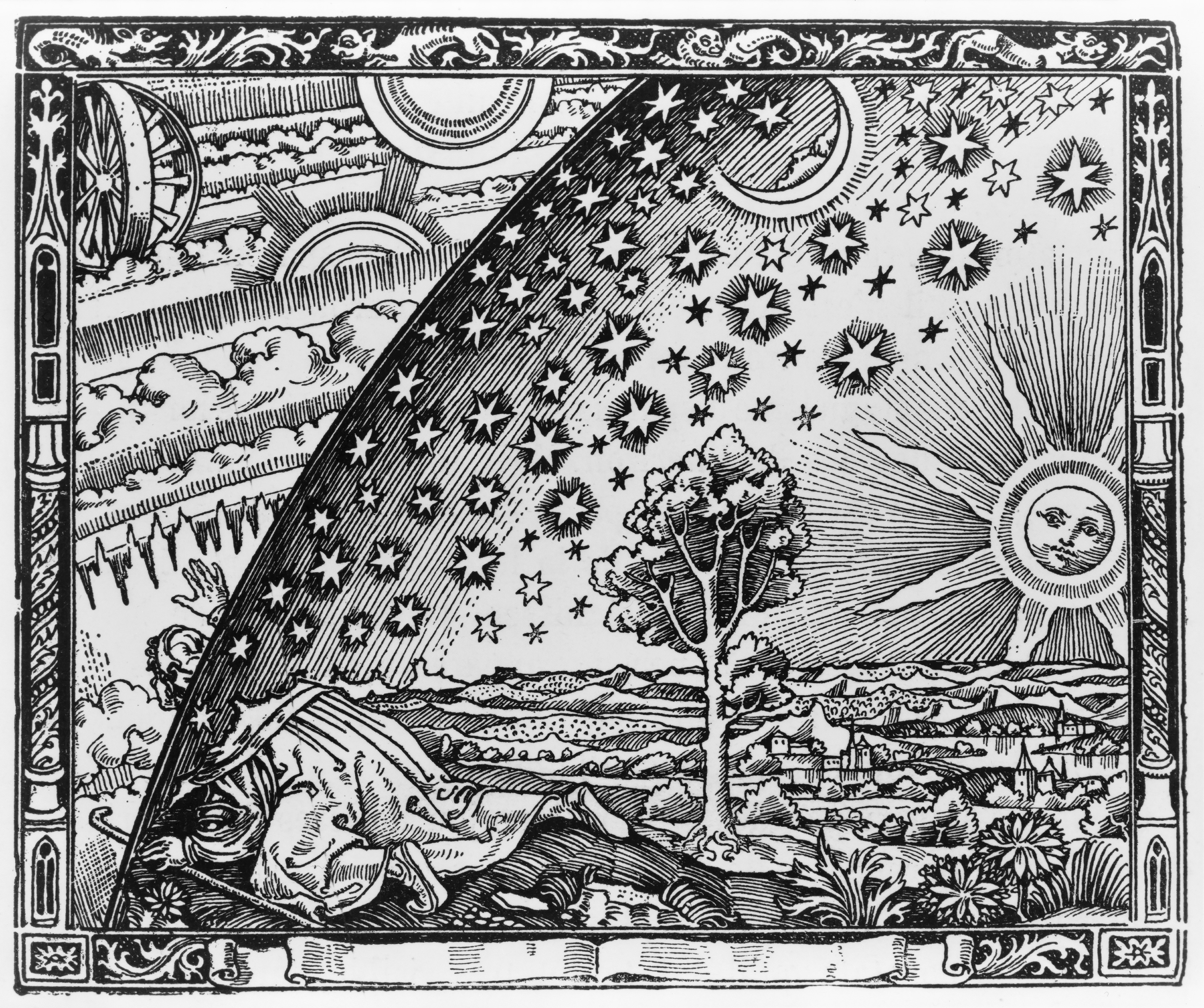
L'atmosphere de Camille Flammarion (1888)

### Literatura
Em uma entrevista incluída nas edições de audiolivros de seus romances, o autor Robert Jordan afirmou que sua série de fantasia mais vendida, The Wheel of Time, empresta o conceito titular da mitologia hindu.